# دبي العطاء
دبي العطاء هي مؤسسة إنسانية تعمل على تعزيز فرص حصول الأطفال في البلدان النامية على التعليم الأساسي السليم.
تركز مهمة المؤسسة على تحسين فرص حصول الأطفال على التعليم الأساسي السليم من خلال برامج متكاملة تزيل العقبات التي تحول دون التحاق الأطفال بالمدارس والتعلم. وتقوم بتحقيق ذلك من خلال تطوير وتجديد البنية التحتية للمدارس والصفوف الدراسية، توفير المياه النظيفة والمرافق الصحية والنظافة المدرسية، وتقديم الوجبات الغذائية في المدارس والتخلص من الديدان المعوية، وتنمية الطفولة المبكرة بالإضافة إلى تدريب المعلمين والمعلمات، وتطوير المناهج التعليمية وتدريس القراءة والكتابة والحساب.
و دبي العطاء هي منظمة مجتمع مدني مرتبطة رسمياً بإدارة الاتصالات العالمية التابعة للأمم المتحدة. (UN DGC)، فضلاً عن كونها منظمة غير حكومية مسجلة تحت إشراف دائرة الشؤون الإسلامية والعمل الخيري (IACAD)، الجهة المنظمة للأنشطة الخيرية في دبي. وتعتبر المؤسسة الإنسانية العالمية التي تتخذ من الإمارات العربية المتحدة مقراً لها مخولة بجمع التبرعات من خلال التبرعات المباشرة أو حملات جمع التبرعات، فضلاً عن استخراج جميع التصاريح من دائرة الشؤون الإسلامية والعمل الخيري.

## تاريخ المؤسسة
أسس الشيخ محمد بن راشد آل مكتوم، نائب رئيس الإمارات ورئيس مجلس الوزراء وحاكم دبي مؤسسة دبي العطاء في سبتمبر 2007 لتوفير الفرص للأطفال بغض النظر عن جنسيتهم أو مذهبهم أو دينهم ليساهموا إيجابياً في المجتمع.

## البرامج
لغاية ديسمبر 2020، ساعدت دبي العطاء ما يزيد عن 20 مليون مستفيد في 60 بلدٍ نامٍ: أفغانستان وأنغولا، أنتيغوا وبربودا وبنغلادش والبوسنة والهرسك وكمبوديا وتشاد وجزر القمر وكولومبيا وجيبوتي وإثيوبيا وغامبيا وغانا وهايتي والهند وإندونيسيا والعراق وساحل العاج والأردن وكينيا وكيريباتي ولاوس ولبنان وليسوتو وليبريا ومدغشقر ومالاوي ومالي وموريتانيا والمكسيك وموزمبيق ونيبال والنيجر وباكستان وفلسطين وباراغواي وبيرو والفلبين وروندا والسنغال وسيراليون وجنوب افريقيا وجنوب السودان وسريلانكا وسانت فنسنت وغرينادين والسودان وطاجيكستان وتنزانيا وتوغو وأوغندا وفانواتو وفيتنام واليمن وزامبيا وزيمبابوي.
كما تدعم دبي العطاء برامج تنمية الطفولة المبكرة والحصول على التعليم الأساسي والثانوي السليم، والتدريب الفني والمهني وتدريب الشباب، وكذلك التركيز بشكل خاص على التعليم في حالات الطوارئ والأزمات الممتدة. وتقوم دبي العطاء أيضًا بتمويل برامج قائمة على البحوث، وتطلق مبادرات نموذجية من شأنها توفير أدلة مفيدة وقيّمة للحكومات وصانعي السياسات والمجتمع المدني لدعمهم في تحديد إطار تعليمي للمستقبل.

## الإنجازات
تساعد دبي العطاء ما يزيد عن 20 مليون مستفيد في 60 بلدٍ نامٍ. وبدعم من مجتمع دولة الإمارات العربية المتحدة بأطيافه كافة، تمكنت دبي العطاء من إحداث تغيير إيجابي كبير في حياة ملايين الأطفال ومجتمعاتهم وذلك من خلال:
- بناء وترميم أكثر من 2,046  مدرسة وفصل دراسي[6]

- حفر ما يزيد عن 1,100 بئر ماء وتوفير مصادر للمياه النظيفة في المدارس
- بناء أكثر من 6,272  دورة مياه في المدارس
- توفير وجبات غذائية مدرسية لأكثر من 509,294 طفل[7]
- تدريب ما يزيد عن  123,725 معلم ومعلمة
- توزيع 6,875,179 مليون كتاب باللغات المحلية[8]
- تأسيس أكثر من 8,437 جمعية لأولياء الأمور والمعلمين[9]

## المشاركة المجتمعية
تعد المؤسسة العالمية التي تتخذ من دولة الإمارات مقراً لها داعماً طويل الأمد لحقوق الطفل، حيث تؤمن أن التعليم عنصر أساسي في تغيير حياة الأطفال المعرضين للخطر في المجتمعات النّامية حول العالم.
تقوم دبي العطاء في دولة الإمارات العربية المتّحدة باشراك المجتمع المحلي ضمن سلسلة من المبادرات التطوعية والتوعوية وأنشطة جمع التبرعات بما يتماشى مع التزاماتها العالمية. وتتضمن هذه المبادرات «المسيرة من أجل التعليم» و«التطوع في الإمارات» و«التطوع حول العالم» والحملة الرمضانية السنوية.
قام متطوعو دبي العطاء منذ عام 2009 ببناء 8 مدارس في السنغال ونيبال وكمبوديا وملاوي، وترميم 28 مدرسة خيرية وغير ربحية في الإمارات العربية المتحدة، وتوفير الدعم لـ 400 طالب من الأسر المتعففة من خلال مشاركتهم في المخيمات الصيفية، فضلاً عن توفير الأدوات المدرسية للطلاب من الأسر المتعففة في الإمارات العربية المتحدة واللاجئون السوريون في الأردن وفلسطين والسنغال وزنجبار

## المنصات والشبكات
تؤدي دبي العطاء دوراً بارزاً في صياغة أجندة التعليم العالمية. وهي عضو في الفريق التوجيهي رفيع المستوى لـصندوق «التعليم لا يمكن أن ينتظر»، وعضو في مجلس الإدارة واللجنة التنفيذية لمبادرة الشباب العالمية  - جيل طليق - التابعة لليونيسف، وعضو مجلس المستقبل العالمي للعمل الإنساني التابع للمنتدى الاقتصادي العالمي، وعضو في المجلس الاستشاري لمبادرة اليونسكو لمستقبل التعليم، فضلاً عن أنها أول مؤسسة إنسانية عالمية تنضم إلى التحالف العالمي للتعليم من أجل الاستجابة لوباء كوفيد-19 الذي أطلقته اليونسكو. كما تعد المؤسسة عضواً في في عدد من المجالس منها المنتدى الاقتصادي العالمي واللجنة التنفيذية في الشبكة العالمية لوكالات التعليم في حالات الطوارئ واللجنة التوجيهية للمجموعة الدولية لممولي التعليم.   
تستثمر دبي العطاء بشكل كبير في تطوير نماذج شراكة مبتكرة لا تعزز تقديم برامج تعليمية محسّنة فحسب، بل تعزز أيضاً التعلم ضمن المؤسسات التعليمية والقطاع التعليمي بشكل عام. ومن أجل تحديد متطلبات البرامج، تقوم دبي العطاء بتقييم احتياجات المجتمعات المحلية وتصميم التدخلات التي تحدث تأثيراً فورياً وطويل الأمد في حياة الأطفال ومجتمعاتهم. وتعمل دبي العطاء من خلال نموذج شراكة تنفيذي مع منظمات الأمم المتحدة والمنظمات غير الحكومية الدولية والوطنية متعددة الأطراف.
في 2020، حصلت دبي العطاء على موافقة إدارة التواصل العالمي التابعة للأمم المتحدة على انضمامها للجنة المجتمع المدني التابعة لها، كعضو من بين أربع منظمات عالمية أخرى من المجتمع المدني.  

## مبادرات مؤسسة دبي العطاء
تشمل أعمال مؤسسة دبي العطاء عدة مبادرات أهمها:
- التطوع في الإمارات
- تحسين البيئة التعليمية وتطويرها
- تقديم المساعدات المادية
- دعم أصحاب الهمم
- إنشاء المراكز والمخيمات الصيفية
- التطوع حول العالم
- المسيرة من أجل التعليم

## جوائز
- جائزة "البطل العالمي" من مؤسسة مساحة للقراء لجهودها في مناصرة محو الأمية في حفل جوائز المهرجانات العربية العالمية المميزة عام2022.[18]
- ثلاث جوائز وتقديرات في العام 2017 وهي تكريم من المديرة العامة السابقة لليونيسكو لكونها  مؤسسة رائدة عالمياً في مجال التعليم الدولي، وجائزة الجمعية البرلمانية للبحر الأبيض المتوسط (PAM) في مدينة بورتو البرتغالية، وجائزة أوائل الإمارات لكونها من أوائل المؤسسات في مجال العمل الإنساني.[19]

## روابط خارجية
الموقع الرسمي لمؤسسة دبي العطاء